# Митар Миљановић
Митар Миљановић (Љубомир, 5. август 1937 — Пале, 24. јануар 2013) био је српски социолог и универзитетски професор.

## Биографија
Рођен је 1937. године у Љубомиру код Требиња. Основну четвероразредну школу је завршио у Љубомиру. Осморазредну Државну реалну гимназију је завршио у Требињу. Послије завршене Гимназије завршио је Вишу педагошку школу, група српски језик и књижевност у Сарајеву. Високу стручну спрему је стекао на Факултету политичких наука у Сарајеву. Постдипломски студиј је завршио на Факултету политичких наука у Београду. Докторску дисертацију из социологије је одбранио 1975. године на Филозофском факултету у Сарајеву.

Године 1968. биран је за асистента на Факултету политичких наука у Сарајеву. 1975. године је биран за доцента на предмету социологија на Економском факултету у Сарајеву. Од школске 1992 – 1993. године ради као редовни професор социологије на Економском факултету на Палама. Проф. др Митар Мииљановић био је декан Економског факултет Универзитета у Источном Сарајеву, а такође био је и народни посланик у првом сазиву Народне скупштине Републике Српске. Био је члан првог сазива Народне скупштине БиХ.